# Куринный, Пётр Петрович
Пётр Петрович Куринный (укр. Петро Петрович Курінний; 1 мая 1894, Умань, Российская империя- 25 октября 1972, Мюнхен, ФРГ) — украинский историк, археолог, этнограф, музеевед, организатор охраны памятников. Действительный член Научного общества имени Шевченко (1947) и международной свободной академии наук в Париже (1951).

## Биография
Родился в семье адвоката. Уже во время учёбы в гимназии проводил самостоятельные археологические исследования на Уманщине, Звенигородщине, Липовеччине, Черкассщине (1911—1913), основал Уманский филиал Киевского общества охраны памятников старины и искусства (1913—1918).
В течение 1913—1917 годов обучался в Киевском университете Святого Владимира, прошёл стажировку по археологии у Б. Фармаковского, Н. Биляшевского и В. Хвойки.
С 1915 года работал секретарём историко-географического кружка при Киевском университете Святого Владимира, был действительным членом Саратовской губернской учёной архивной комиссии (1917). В 1917 году избран на должность учёного секретаря Центрального комитета охраны памятников старины и искусства в Украине.
С 1918 года — учитель истории, с 1921 года — директор Уманской мужской гимназии. Тогда же был основателем и директором новосозданного Социально-исторического музея Умани (с 1921). С 1924 года — директор Музея культов и быта (ныне Национальный Киево-Печерский историко-культурный заповедник). В 1926—1932 годах работал директором Государственного историко-культорного заповедника «Всеукраинский музейный городок», одновременно с 1924 года — действительный член Всеукраинского археологического комитета, с 1926 года — секретарь Трипольской комиссии, с 1929 года — учёный секретарь Всеукраинского археологического комитета.
С 1927 года был главным редактором сборника «Украинский музей». В 1928—1930 годах — научный сотрудник кафедры искусствоведения при ВУАН.
В 1933 году был арестован по сфабрикованным обвинениям в антисоветской деятельности и в течение 5 лет не имел права работать по специальности. В 1938—1941 одах — старший научный сотрудник Института археологии АН УССР, консультант Центрального исторического музея УССР в Киеве.
В годы Великой Отечественной войны оказался на оккупированной территории. Работал инспектором охраны памятников городской управы г. Харькова. С 1942 года был заместителем директора Краевого музея первобытной и древней истории в Киеве. В 1943 году сопровождал поезд с фондами украинских музеев, которые оккупационная власть вывозила с территории Украины в Краков, а затем — в г. Хохштадт-ам-Майн (Германия). С этого времени жил в эмиграции.
Стал одним из организаторов Украинской свободной академии наук (Германия, 1945). С 1946 года — научный сотрудник Института мартирологии в Мюнхене, с 1947 года — профессор церковной археологии Богословской академии УАПЦ. В конце 1940-х годов назначен профессором Украинского свободного университета (Мюнхен) на кафедре археологии и этнографии (работал там до 1972). После переезда центральных органов академии в США — президент УСАН в Европе. В 1954—1961 годах возглавлял украинскую редакцию Института по изучению истории и культуры СССР, издававшего «Украинские сборники» (17 вып. в течение 1954—1969).

## Научная деятельность
Исследовал памятники трипольской и белогрудовской культур, древнерусские памятники Киева. Уделял внимание определению топографических границ и связям трипольской протоцивилизация с другими культурами. Выдвинул и обосновал гипотезу о строительстве Киевского Свято-Михайловского Златоверхого собора не 1108 г., а при великом князе Киевском Изяславе Ярославиче (1024—1078) изначально, как церкви св. Димитрия Солунского, определил авторство имеющихся в соборе мозаик и фресок.

## Память
- Одна из улиц Киева носит его имя.

## Избранные труды
- Монументальні пам’ятки трипільської культури. В кн.: Трипільська культура на Україні, вип. 1. К., 1926
- Білогрудівські кам’яні стели. «Записки Всеукраїнського археологічного комітету», т. 1. К., 1932
- Історичні плани Києва. Аугсбург, 1946
- Нариси з історії української археології. Мюнхен, 1947
- Історія археологічного знання про Україну. Мюнхен, 1970; Полтава 1994
- Передісторія та рання історія України на підставі археологічних джерел. Мюнхен, 1970.
- Курінний П. Лаврські інтролігатори XVII—XVIII століття / Петро Курінний ; Укр. наук. ін-т книгозн. — Київ : б. в., 1926. — 38 с.